# ضاحية السديم

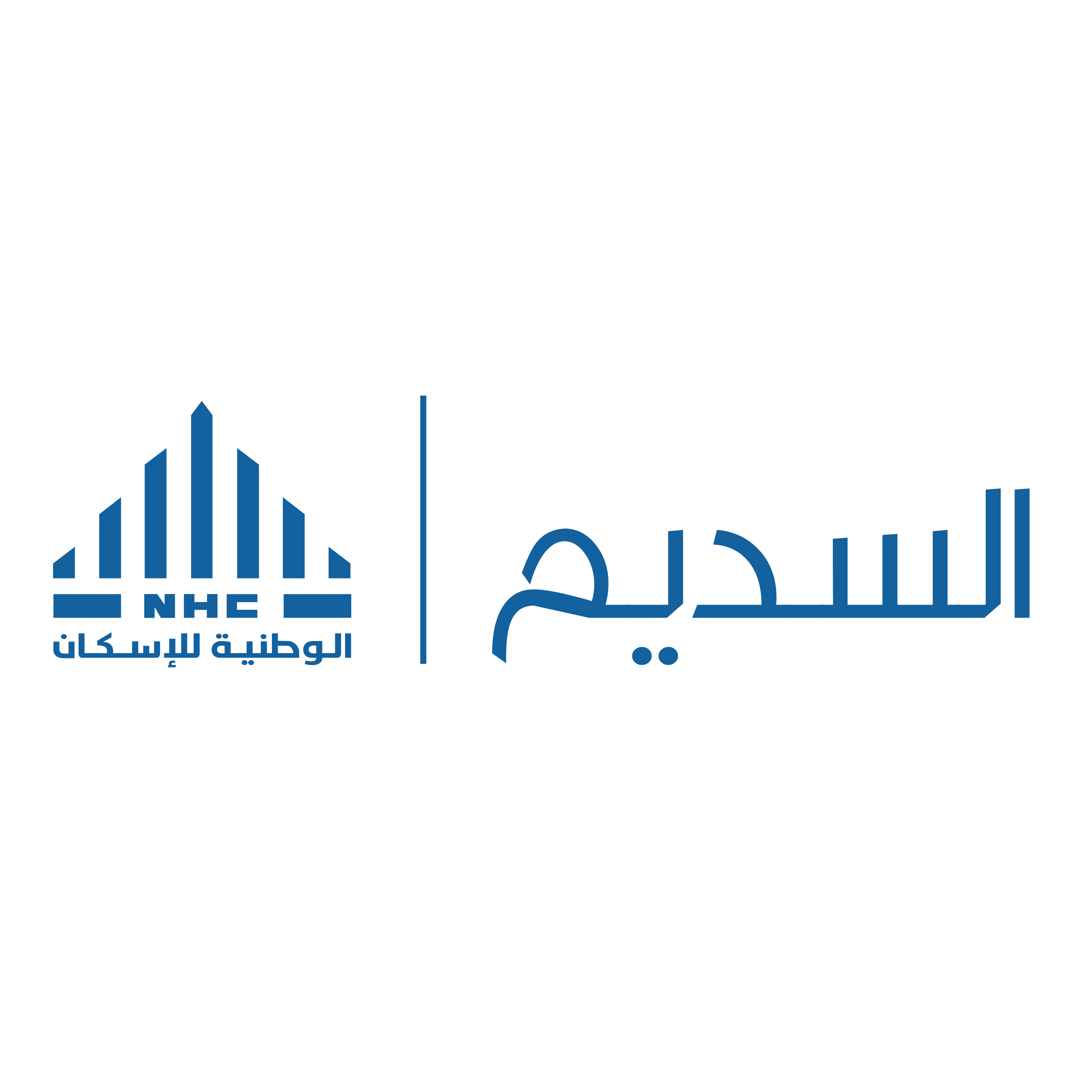
شعار الضاحية

ضاحية السديم؛ هي أحد الضواحي السكنية في منطقة عسير، تتميز بموقعها الاستراتيجي على بعد 30 دقيقة عن مطار أبها الدولي، ونحو 35 دقيقة عن جامعة الملك خالد، و15 دقيقة عن طريق الملك سلمان، وحوالي 14 دقيقة عن طريق الملك فهد، ومساحته تتجاوز 4,988,000 متر مربع في الجزء الشمالي من المحافظة.

## المصالح والخدمات الحكومية والأهلية
تتميز الضاحية بتكامل البنية التحتية من إمدادات للمياه والكهرباء والإنارة والصرف الصحي، وكونها مجتمع سكني مُكتمل المرافق الأساسية من منشئات صحية وتعليمية وتجارية وترفيهية وحدائق خضراء وشوارع واسعة ومسارات رياضية، إلى جانب توافر المواقع المخصصة للمرافق الخدمية اللازمة من خدمات صحيّة وتعليمية، وترفيهية، وتجارية، وغيرها.

## وصلات خارجية
- ضاحية "السديم".. بيئة سكنية مُتكاملة الخدمات والمرافق تخدم 33 ألف نسمة في "خميس مشيط"
- "سكني" يطلق مشروع "الخميس فيو" ضمن ضاحية "السديم" ليوفّر 1988 وحدة سكنية